# Iwan Antanowicz
Iwan Iwanawicz Antanowicz (biał. Іван Іванавіч Антановіч, ros. Иван Иванович Антонович, Iwan Iwanowicz Antonowicz; ur. 3 kwietnia 1937 w Domaszach w gminie Darewo) – radziecki, białoruski i rosyjski językoznawca, filozof, wykładowca i polityk, w latach 1995–1997 zastępca ministra, a w latach 1997–1998 minister spraw zagranicznych Republiki Białorusi. Posiada obywatelstwo Białorusi i Rosji, oceniany jako polityk powiązany z Federacją Rosyjską. Doktor nauk filozoficznych (odpowiednik polskiego stopnia doktora habilitowanego), profesor; zajmuje się badaniem historii filozofii społecznej, socjologii, teorii polityki.

## Życiorys

### Młodość i działalność w Związku Radzieckim
Urodził się 3 kwietnia 1937 roku we wsi Domasze, w gminie Darewo powiatu baranowickiego województwa nowogródzkiego II Rzeczypospolitej. W 1960 roku ukończył Miński Państwowy Instytut Pedagogiczny Języków Obcych, uzyskując wykształcenie tłumacza. W 1973 roku uzyskał stopień doktora nauk filozoficznych (odpowiednik polskiego stopnia doktora habilitowanego). W 1977 roku otrzymał tytuł profesora. W latach 1959–1960 pracował w Instytucie Filozofii i Prawa Akademii Nauk Białoruskiej SRR, w Białoruskiej Encyklopedii Radzieckiej. Był pracownikiem Sekretariatu ONZ, stałym przedstawicielem Białoruskiej SRR w UNESCO. Od 1967 roku należał do Komunistycznej Partii Związku Radzieckiego (KPZR). W latach 1977–1987 oddelegowany był do pracy partyjnej. Od 1979 roku pełnił funkcję szefa Wydziału Kultury Komitetu Centralnego Komunistycznej Partii Białorusi. W latach 1980–1985 był deputowanym do Rady Najwyższej Białoruskiej SRR X kadencji. Od 1987 roku pracował jako prorektor Akademii Nauk Społecznych przy KC KPZR. W latach 1990–1991 pełnił funkcję sekretarza i członka Biura Politycznego Komitetu Centralnego Komunistycznej Partii Rosyjskiej FSRR.

### Działalność w niepodległej Białorusi
Po rozpadzie ZSRR i zakazie działalności KPZR Iwan Antanowicz wrócił na Białoruś. W latach 1993–1995 pracował jako dyrektor Białoruskiego Naukowo-Technicznego Instytutu Informacji i Prognozowania. Wchodził w skład gremium kierowniczego białorusko-amerykańskiej spółki Międzynarodowa Izba Informacyjna. W czasie kampanii wyborczej poprzedzającej wybory prezydenckie w 1994 roku był aktywnym członkiem sztabu premiera Wiaczasłaua Kiebicza i występował przeciwko jego kontrkandydatowi Alaksandrowi Łukaszence. 7 czerwca 1994 roku w czasie audycji w białoruskim radiu oskarżył Łukaszenkę o nacjonalizm, argumentując, że ten rzekomo wystąpił kiedyś w języku białoruskim. Zdaniem politologa Andreja Lachowicza tego rodzaju ataki medialne były mało profesjonalne i przynosiły skutek odwrotny od zamierzonego.
Mimo to, 18 września 1995 roku prezydent Łukaszenka mianował Antanowicza zastępcą ministra spraw zagranicznych Białorusi. Od 13 stycznia 1997 do 4 grudnia 1998 roku pełnił funkcję ministra spraw zagranicznych Białorusi. Będąc na tym stanowisku, w 1997 roku starał się usprawiedliwić w oczach społeczności międzynarodowej stanowisko Białorusi w sprawie aresztowania grupy dziennikarzy rosyjskiej stacji telewizyjnej ORT. W 1998 roku sprzyjał rozwiązaniu konfliktu wokół osiedla letniskowego Drozdy. Po przejściu w stan spoczynku pracował jako wykładowca w Białoruskim Uniwersytecie Kultury. Następnie wyjechał do Federacji Rosyjskiej.

## Poglądy
Iwan Antanowicz określa się mianem komunisty i podkreśla, że nigdy nie należał do żadnej innej partii politycznej.
Jego zdaniem tylko dwa państwa „naprawdę” brały udział w II wojnie światowej – ZSRR i Stany Zjednoczone. Pierwszy z tych krajów miał walczyć na kontynencie, a drugi – na Oceanie Spokojnym. Antanowicz bardzo pozytywnie ocenił świat dwubiegunowy z czasów zimnej wojny. Jego zdaniem panujący wówczas porządek zabezpieczał Ziemię przed wojną jądrową, a oba ówczesne supermocarstwa chciały uniknąć „niepotrzebnych ofiar”. Rozpad ZSRR Antanowicz ocenił jako tragedię i klęskę Wschodu, przy czym jego zdaniem Zachód również nie odniósł zwycięstwa. Antanowicz ma jednoznaczne negatywne zdanie o prezydencie ZSRR Michaile Gorbaczowie (którego nazywa oszustem) i prezydencie Federacji Rosyjskiej Borysie Jelcynie (którego nazywa pijakiem). Jego zdaniem ci dwaj politycy doprowadzili do upadku Związku Radzieckiego.
Iwan Antanowicz negatywnie ocenia sytuację Unii Europejskiej. Jego zdaniem Niemcy podporządkowały pozostałych członków i celowo wprowadzają ich w spiralę długów, czego przykładem jest Grecja. Antanowicz ma nieprzychylny stosunek do kanclerz Niemiec Angeli Merkel, którą nazywa „łachudrą”. Jego zdaniem kraje byłego bloku wschodniego, które wybrały drogę integracji z Unią Europejską, poniosły klęskę gospodarczą i polityczną. Według niego mają one bardzo niewielką suwerenność i w drugiej dekadzie XXI wieku żadne z nich nie zdołało osiągnąć poziomu rozwoju gospodarczego z roku 1991. Jako przykład podał Estonię, gdzie rzekomo „sytuacja wygląda jak tuż po wojnie”. Zdaniem Antonaua Europę z kryzysu może wyprowadzić tylko bardzo mocny autorytaryzm.
Antanowicz pozytywnie ocenił okres historii Białoruskiej SRR od 1945 do 1990 roku. Według niego republika rozwijała się wówczas na równi z przodującymi krajami Europy, powstawały w niej uniwersytety, laboratoria, teatry. Określił Białoruś mianem „radzieckiego projektu”. Jego zdaniem współczesna, niepodległa Białoruś jest politycznie i gospodarczo najbardziej konsekwentna wśród krajów byłego ZSRR. Antanowicz nie jest jednak zwolennikiem realizacji w niej socjalistycznego modelu rozwoju. Według niego Białoruś znajduje się w stanie poważnej zależności gospodarczej od Federacji Rosyjskiej, lecz zachowuje pełną suwerenność polityczną. Antanowicz uważa, że język polski jest na Białorusi obcy i nie należy dopuszczać do jego rozprzestrzeniania się. Potępił m.in. obecność napisów po polsku w Kościele św. Szymona i św. Heleny w Mińsku. Nie ma jednak nic przeciwko temu, by na Białorusi używane były języki rosyjski, białoruski i „żydowski”. Antanowicz uważa również, że kraju na miejsce „agresywne propagowanie katolicyzmu”.
Według Antanowicza aneksja Krymu przez Federację Rosyjską była aktem zemsty na Zachodzie za oderwanie Kosowa od Serbii. Wojnę na Donbasie ocenia z kolei jako rezultat „ucisku rasowo-etnicznego” dokonywanego na miejscowej ludności. Antanowicz ocenia, że Ukraina i Rosja znalazłyby wyjście z kryzysu, ale nie chcą do tego dopuścić Stany Zjednoczone. To ostatnie państwo zdaniem Antanowicza rządzone jest nie przez prezydenta, lecz przez grupy masonów.

## Oceny
W opinii politologa Piotra Natczyka wyznaczenie Iwana Antanowicza, który na początku lat 90. był sekretarzem Komunistycznej Partii Rosji, na stanowisko ministra spraw zagranicznych, było dowodem na umocnienie się w tamtym okresie czynnika rosyjskiego w białoruskiej polityce. Natczyk zwrócił uwagę, że jednocześnie z Antanowiczem mianowany został na różne stanowiska cały szereg zwolenników ścisłych więzi Białorusi z Federacją Rosyjską. Ponadto tego rodzaju zmiany kadrowe miały świadczyć o potrzebie Łukaszenki zabezpieczenia propagandowego jego polityki wschodniej.

## Prace
Iwan Antanowicz zajmuje się badaniem historii filozofii społecznej, socjologii, teorii polityki. Jest autorem publikacji:
- Amierikanskaja burżuaznaja aksiołogija na służbie imprierializma. Mińsk: Nauka i tiechnika, 1967. (ros.). Brak numerów stron w książce
- Sowriemiennaja „fiłosofskaja antropołogija”: kriticzeskij oczerk. Mińsk: Nauka i technika, 1970. (ros.). Brak numerów stron w książce* Socyjalnaja patołogija kapitalizma: konkriet.-ist. analiz. Mińsk: Biełaruś, 1974. (ros.). Brak numerów stron w książce
- Socyalnoje kriedo burżuaznogo gumanizma. Mińsk: Wyszejszaja szkoła, 1976. (ros.). Brak numerów stron w książce
- Socyołogija SSZA: problemy i poiski rieszenij. Mińsk: Wydawnictwo Białoruskiego Uniwersytetu Państwowego, 1976. (ros.). Brak numerów stron w książce
- Licznost' i socyalnoje prognozirowanije: (kritika futuroł. koncepcyj). Mińsk: Akademia Nauk BSRR, Instytut Filozofii i Prawa, 1977. (ros.). Brak numerów stron w książce
- Socyalnoje razwitije i problema progriessa: kritika nowiejsz. burżuaz. koncepcyj. Mińsk: Biełaruś, 1977. (ros.). Brak numerów stron w książce
- Kapitalizm i socyalnyj kontrol: (kritika tieorii i praktiki soc. kontrola w budżuaz. socyołogii. Moskwa: Mysl, 1978. (ros.). Brak numerów stron w książce
- Antimonopolisticzeskaja bor'ba w stranach kapitała na sowriemiennom etapie. Mińsk: Wydawnictwo Białoruskiego Uniwersytetu Państwowego, 1979. (ros.). Brak numerów stron w książce
- Burżuzaznaja socyołogiczeskaja tieorija: krit. oczerk osnow. naprawlenij, koncepcyj, katiegorij. Cz. 1: Etapy ewolucyi. Mińsk: Wyszejszaja szkoła, 1980. (ros.). Brak numerów stron w książce
- Burżuzaznaja socyołogiczeskaja tieorija: krit. oczerk osnow. naprawlenij, koncepcyj, katiegorij. Cz. 1: Dialektika krizisa. Mińsk: Wyszejszaja szkoła, 1981. (ros.). Brak numerów stron w książce
- Sowriemiennyj kapitalizm: socyołogija krizisa: proizwodstwo. Mińsk: Wyszejszaja szkoła, 1987. (ros.). Brak numerów stron w książce
- Sowriemiennyj kapitalizm: socyodinamika własti. Moskwa: Akademika Nauk Społecznych przy KC KPZR, 1990. (ros.). Brak numerów stron w książce
- Socyodinamika idieołogij. Mińsk: Nawuka i technika, 1995. (ros.). Brak numerów stron w książce
- Polse sowriemiennosti: oczerk cywilizacyi modiernizma i postmodiernizma. Mińsk: Biełaruskaja nawuka, 1997. (ros.). Brak numerów stron w książce
- Jewrosojuz, „Nowaja Jewropa”, SSZA i Rossija: stratiegija intiegracyi i dobrososiedstwa. Moskwa: MAKS Press, 2007. (ros.). Brak numerów stron w książce
- Gieopoliticzeskije wyzowy Rossii i miroporiadok XXI wieka. Moskwa: MAKS Press, 2007. (ros.). Brak numerów stron w książce
- Socyołogija modiernizacyi kurs lekcyj. Moskwa: MAKS Press, 2010. (ros.). Brak numerów stron w książce
- Biełaruś w głobalnom mirie: dialektika stanowlenija i intiegracyi. Mińsk: Kniżnyj Dom, 2014. (ros.). Brak numerów stron w książce

## Nagrody i odznaczenia
- Order „Znak Honoru” (ZSRR)[4];
- Medal Franciszka Skaryny (1 kwietnia 1997) – za aktywną działalność na rzecz realizacji strategii polityki zagranicznej, umocnienia suwerenności państwowej i znaczny wkład w rozwój nauk humanistycznych[12];
- Honorowy Tytuł „Zasłużony Działacz Nauki Republiki Białorusi”;
- Gramota Pochwalna Rady Najwyższej Białoruskiej SRR[4].

## Życie prywatne
Iwan Antanowicz jest żonaty, ma córkę. Posiada obywatelstwa Białorusi i Rosji. Twierdzi, że przyjaźnił się z białoruskim pisarzem Wasilem Bykauem, z którym prowadził korespondencję. Odmawia jednak opublikowania jej treści. Poza znajomością języków rosyjskiego i białoruskiego doskonale włada też trzema językami obcymi, m.in. angielskim.